# Segontia
Segontia (grec Σαγαυντία) fou una ciutat dels arevacs a la Tarraconense, al sud-oest de Bilbilis, al convent jurídic de Clunia a la via entre Emerita i Cesaraugusta. Fou escenari d'una batalla entre Quint Sertori i Metel. És la moderna Sigüenza.